# Acropora cervicornis
Acropora cervicornis là một loài san hô trong họ Acroporidae. Loài này được Lamarck mô tả khoa học năm 1816.

## Hình ảnh

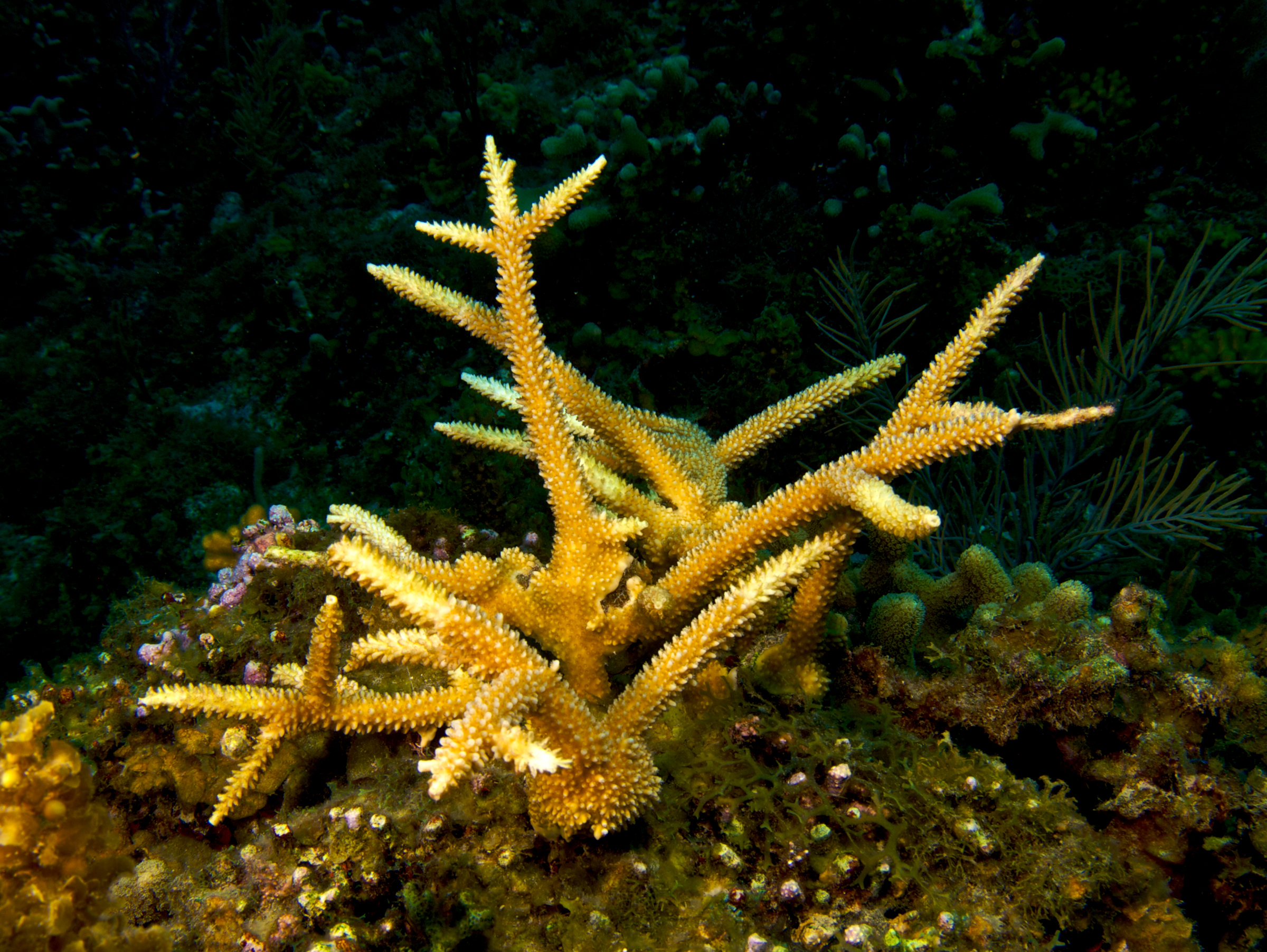
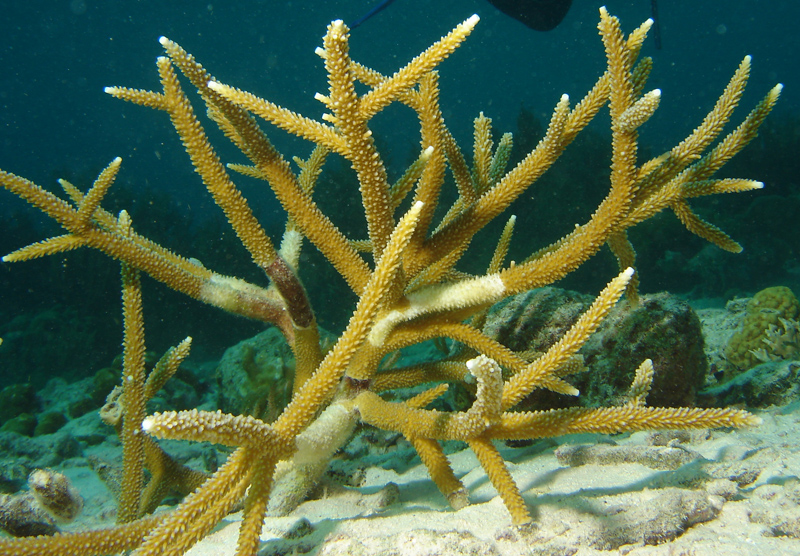
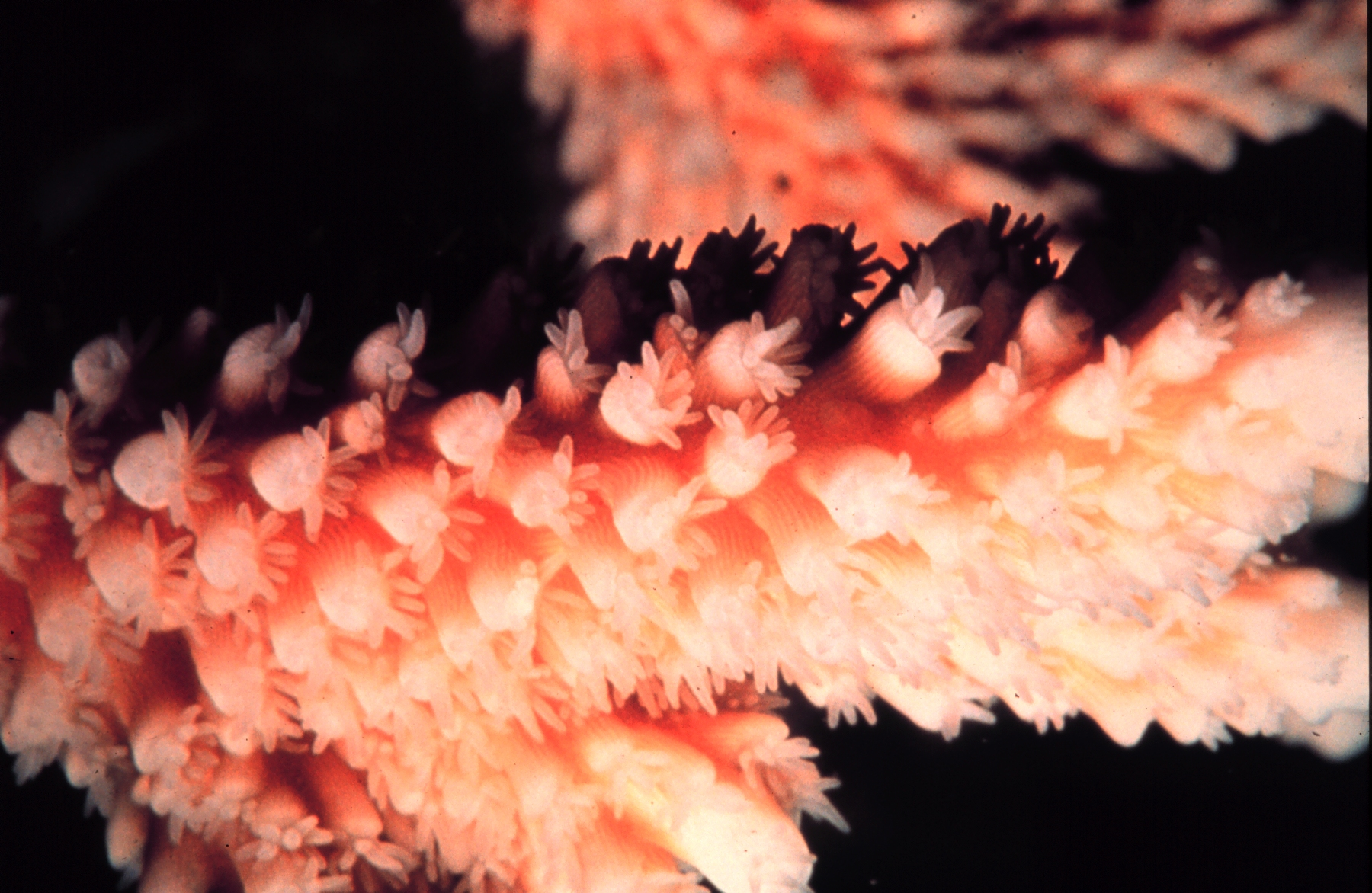
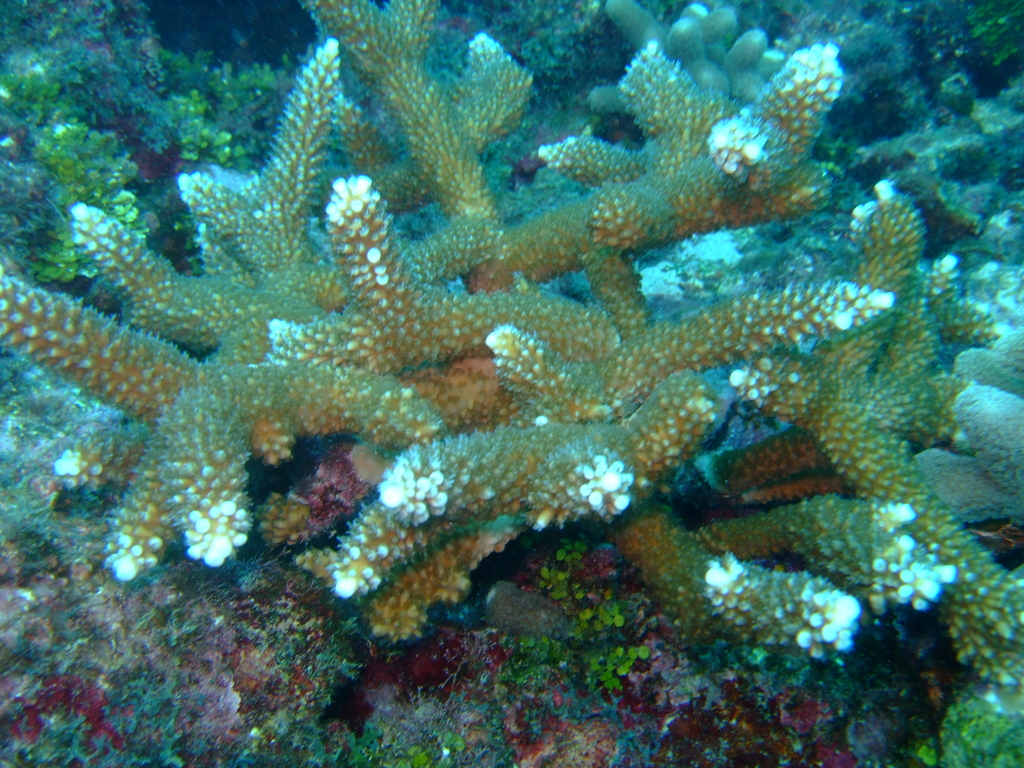